# Ruta Estatal de Nevada 594
La Ruta Estatal 594 comprende aproximadamente 0.723 millas de Russell Road, una carretera que atraviesa el área metropolitana de Las Vegas.  Russell Road no es una carretera continua sobre el valle.  Es el acceso oriental principal para el Aeropuerto Internacional McCarran sirviendo como los límites norte para el extremo oriental de la carretera. La Carretera termina en el aeropuerto y resume en el Las Vegas Boulevard en el occidente del aeropuerto.

## Descripción de la Ruta
La Ruta Estatal 594 empieza en la Avenida Polaris y se extiende al este de la Interestatal 15 para terminar en Las Vegas Boulevard (anteriormente como la Ruta Estatal 604).

## Atracciones
- Aeropuerto Internacional de Las Vegas
- Hotel y Casino Mandalay Bay
- Museo Internacional y Liberia de Conjuros las Artes